# Ana Daniel
Pour les articles homonymes, voir Daniel.
 (décembre 2011).
Si vous disposez d'ouvrages ou d'articles de référence ou si vous connaissez des sites web de qualité traitant du thème abordé ici, merci de compléter l'article en donnant les références utiles à sa vérifiabilité et en les liant à la section « Notes et références ».
Ana Daniel, pseudonyme de Maria de Lourdes d’Oliveira Canellas da Assunção Sousa, née le 19 mai 1928 à Lisbonne et morte le 30 novembre 2011 à Sintra, est une poétesse portugaise.

## Biographie
Ana Daniel est née à Lisbonne, en 1928. Fille de Mário Canellas et de Maria Eugénia d’Oliveira Canellas, elle a quatre frères. Après son mariage, en 1950, avec Fernando d´Assunção Sousa, elle quitte le quartier de sa jeunesse, et va habiter à Sintra, où ses cinq enfants sont nés et où elle a écrit la partie la plus importante de son œuvre. Se consacrant à la poésie depuis l'âge de quinze ans, elle a publié ses poèmes dans des journaux et des revues nationales circulant dans la diaspora portugaises ; elle a gagné des prix, signant à cette époque-là Ana Arlési, son premier pseudonyme. Mais c'est à l'âge de vingt ans qu'elle a donné à son écriture le sens et l'intensité qui ont marqué son travail poétique.

## Œuvre
Primée au concours Manuscritos de Poesia de 1969, son premier livre, Momento Vivo (Éditions Panorama, 1970) traite de l'étrangeté et l'irréparable. Nos Olhos das Madrugadas (Arbuste Éditeurs, 2010), le dernier, parle de la solitude du corps et de l'âme ; il est scandé par les thèmes de la perte et de l'absence, et par la nostalgie, curieusement le sentiment le plus présent dans son lyrisme, un filigrane d'émotions tantôt d'acceptation tantôt de non-conformisme.